# Schwabmünchen
Schwabmünchen är en stad i Landkreis Augsburg i Regierungsbezirk Schwaben i förbundslandet Bayern i Tyskland.